# Star City (comics)
Pour les articles homonymes, voir Star City.
Star City est une ville de fiction apparaissant dans les comics de DC Comics, principalement connue pour être la ville du super-héros Green Arrow.
Elle est également connue pour être une cité portuaire et un paradis pour les artistes de l’édition littéraire et de la musique. La base des opérations de Green Arrow était initialement à New York. Cependant, durant l’Âge d’Argent, le foyer de Green Arrow fut établi comme étant Star City, mentionnée pour la première fois dans Adventure Comics vol. 1 n°265, avant de faire sa première apparition dans le numéro suivant.

## Histoire fictive
Durant les années que Green Arrow passa à l’extérieur de Star City, au moins un autre justicier en costume y opéra : Chase Lawler, l’un des Manhunters.
Le dernier récit de Green Arrow se déroulant avant One Year Later présente Docteur Light et Merlyn (en) faisant exploser des explosifs, laissant presque un tiers de Star City en ruine. La zone devient connue sous le nom « d’Amsterdam Avenue Disaster ».
Dans l’histoire One Year Later (en), Oliver Queen devient le maire de Star City. L’information qu’il finançait secrètement les Outsiders, une équipe de chasseurs de primes à ce moment de leur histoire, causa un scandale. Couplé avec sa popularité marginale auprès du public électoral (il n’a jamais eu plus de 50% du soutien de la ville durant l’exercice de ses fonctions), cela a incité Queen à démissionner de son poste. Sa démission portait la condition que son successeur maintienne les différentes ressources et organisations sociales que Queen avait établi. Oliver Queen a pu vaincre son adversaire en démissionnant avant les élections et en remettant à une personne de confiance le contrôle de la ville.
Dans la mini-série Justice League: Cry for Justice, Star City est le lieu d’un tremblement de terre dévastateur déclenché par Prometheus. Le plan de Prometheus est de téléporter Star City – qu’il a ciblé uniquement parce qu’elle est la cité d’un membre de la Ligue des Justiciers – pour un univers alternatif. Comme le plan a échoué, les banlieues de Star City sont laissées presque intactes mais le centre de la ville est une vaste ruine en forme d’étoile, avec plus de quatre-vingt-dix mille morts.
Durant les évènements de Brightest Day, l’anneau de pouvoir blanc de Deadman le téléporte sur le site du tremblement, où ses pouvoirs de White Lantern nouvellement acquis transforment la ruine en une forêt luxuriante. Green Arrow découvre que la forêt semble avoir une conscience ou un genre de pouvoir d’illusion avec pour instruction de protéger ou tuer quelqu'un. L’Entité révèle plus tard que l’attaque de Nekron (en) contre l’Entité était non seulement mortelle mais a aussi augmenté la contamination de la planète. La corruption se lèvera sous la forme d’un autre "sombre avatar" des ténèbres qui essaiera de détruire la forêt de Star City, dans laquelle se trouve la clé pour sauver l’âme de la Terre et le nouveau champion de la vie, pour faire mourir la Terre.

## Emplacements au fil des décennies
La localisation de Star City, comme celle de Metropolis, Gotham City et des autres villes de l'Univers DC, fut incertaine durant de nombreuses années, avec des représentations variables au fil des décennies. Plusieurs histoires de l’âge d’or représentaient Green Arrow et Speedy se battant contre des vilains près de la mer – impliquant que la ville était sur la côte. Longtemps avant que Green Arrow rejoigne la Ligue des Justiciers d’Amérique, Speedy et lui faisaient souvent équipe avec Aquaman le héros aquatique (dont les aventures, comme celles des deux archers, étaient publiées dans Adventure Comics), soutenant la notion que Star City était une ville côtière.
La localisation de Star City fut donnée près des Grands Lacs dans les années 1960 et près de la Baie du Massachusetts des années 1970 jusqu’à la fin des années 1980. Dans une référence des années 1970, elle était située dans le Connecticut.
Une carte publiée en 1985 et occasionnellement modifiée par Mayfair Games (en), un éditeur américain de jeux de plateaux et de jeux de rôles, détaille la disposition géographique de Star City. Bien que l’Atlas ait placé Star City sur la Côte Pacifique de Californie, au nord de San Francisco, la disposition utilisée pour la carte de la ville ressemble à la géographie métropolitaine de Chicago, mais inversée, afin qu’elle soit du côté du Michigan du Lac Michigan. Le quartier de "East Gary" se trouve approximativement où se situe le vrai Gary (Indiana), si la carte était inversé, mais au bord de l'Océan Pacifique et non du Lac Michigan.
Dans DC Comics Presents n°87 publié en novembre 1985, Superman vole au-dessus de Terre-Prime (notre Terre sans super-héros) quand il note que Star City a été remplacée par la ville de Boston du Massachusetts.
Dans Birds of Prey n°119, Star City est dépeinte comme étant dans la région de la Baie de San Francisco, bien que la carte publiée substitue, à tort, Star City à San Francisco.
La série Green Arrow de DC Rebirth déclare spécifiquement que Star City est en fait Seattle, qui a été renommée plus tard en Star City.

## Population
La population de Star City a été donnée dans Green Arrow n°36 (2004, "City Walls" Pt.3) comme étant proche de cinq millions. Dans la série télévisée de CW, Arrow, la population est juste sous 600 000. Dans l’épisode 6 de la troisième saison “Coupable (Guilty)”, Felicity mentionne : « On recense 86 000 Paco à Starling, plus 4 ou 5 000 dont ce n’est que le surnom ». Cette estimation concerne 15 % de la population totale.

## Équipes de sports
L’équipe de baseball, les Star City Rockets joue dans le Papp Stadium, tandis que l’équipe de basketball, les Star City Thunder joue au Tinder-Smith Garden.

## Caractéristiques de la ville

### Monuments
Star Bridge : Ce pont suspendu est un des monuments les plus connus de Star City qui dispose d'une grande sculpture placée sur chaque tour
Le musée Grell : Nommé d'après Mike Grell qui a écrit et dessiné des comics de Green Arrow dans les années 1980.
Le stade Papp : Nommé d'après George Papp, un des co-créateurs originaux de Green Arrow dans les années 1940. Ce stade est le foyer de l'équipe de baseball des Rockets de Star City.

### Quartiers
Le "Triangle" : Longtemps occupé par les gangs criminels jusqu'à l'intervention de Deadshot (vu dans sa seconde mini-série).
La limite Sud : Introduit dans Green Arrow v.3 n°60 dans le début des évènements d'Infinite Crisis et de 52.
Les Glades : Nommé dans Green Arrow v.3 n°61. Ce quartier a aussi été vu dans la série Arrow (2012) et fut partiellement détruit par Moira Queen et Malcolm Merlyn.
Orchid Bay : Le quartier du centre-ville, nommé dans Green Arrow v.3 n°63.

## Dans les autres médias

### Séries télévisées

#### Smallville
Star City fut brièvement mentionnée par Lex Luthor dans l’épisode 5 "Post mortem (Reunion)" de la saison six de Smallville. Dans "Le Cobaye (Freak)" (épisode 15, saison 6), Tobias Rice – un « kryptomonstre » rendu aveugle par la kryptonite - est envoyé à Star City car Oliver Queen lui a dit qu’il pourrait obtenir une transplantation de cornée. Un ordinateur qui a généré un panorama de Star City peut être aperçu dans le premier épisode de la web-série spinoff de Smallville, The Oliver Queen Chronicles. Dans l’épisode 10 de la saison 8 de Smallville, "Noces de sang (Bride)", Jimmy Olsen est envoyé à Star City pour recevoir des soins médicaux après avoir été gravement blessé par Doomsday. Dans l’épisode 15 de la saison 10, "Nuit d'ivresse (Fortune)", Chloé dit à Clark qu’elle déménage pour Star City, où elle travaillera comme journaliste pour le Star City Register le jour et aidera les nouveaux super-héros la nuit.

#### Arrowverse
Dans Arrow, Star City est nommée au départ "Starling City" mais est renommée lors de la quatrième saison. Dans l’épisode 19 de la première saison "Travail inachevé (Unfinished Business)", les coordonnées (47.6097 N 122.3331 W) place un quartier délabré de Starling City dans Seattle, près du Pioneer Square-Skid Road Historic District connu pour le Seattle Underground. Celui-ci fut construit après le Grand incendie de Seattle de 1889 et oublié des décennies plus tard, tout comme le réseau du métro abandonné de Starling City. Dans l’épisode 10 de la seconde saison "Bombe à retardement (Blast Radius)", un Code ZIP de Starling City est montré : 98114. 981xx est le principal Code ZIP de Seattle. Cependant, dans l’épisode "L'Ascension (The Climb)" (saison 3, épisode 9), Starling est aperçue sur une carte dans le haut du Midwest. Dans l’épisode pilote de The Flash, Oliver indique que Starling est à 600 miles (965 km) de Central City, qui pourrait être dans le Missouri (bien que Central City était traditionnellement placée à Athens, Ohio). Dans "Rupture (Schism)", l’épisode final de la quatrième saison, un graphique sur un écran montre une carte du Midwest avec Star City à la place de Chicago. Près de la fin de la saison 5, épisode 22, un ordinateur génère une carte montrant le chemin du vol de l’avion de Chase et qui place Star City sur ou près de San Francisco, la forme du littoral correspondant au nord de la Californie.
Plusieurs villes ont été utilisées pour tourner différentes scènes de la série, incluant Vancouver, Baltimore, Boston, Francfort-sur-le-Main, Tokyo, Jersey City, Philadelphie et Bruxelles.
Il est fait référence à un quartier de Starling City connu comme les Glades où les éléments criminels sont omniprésents. Il est similaire aux Narrows et à Crime Alley de Gotham City. Il est un élément important du scénario de la première saison. Visé par un complot, un tremblement de terre généré artificiellement détruit une partie des Glades et tue plus de cinq cents personnes.
Starling City a aussi une équipe de baseball, les "Starling Rockets" et une équipe de football, les "Starling Comets". La ville possède un aquarium et un zoo, les deux sont utilisés comme éléments mineurs du scénario. L’aquarium a été utilisé par un homme de main de Vertigo pour détenir des otages et des vipères du zoo ont été utilisées pour leur venin par Nyssa al Ghul. Starling City avait aussi un réseau de métro mais il n’est plus utilisé.
Dans la saison 4, la mairie de la ville est en pleine confusion à cause du décès des trois derniers maires au cours de la série. Oliver décide de se présenter comme maire pour faire une différence en tant qu’Oliver Queen et non plus comme Green Arrow. Il est nommé maire à la fin de la saison en raison de l’absence d’autres candidats.
Dans l’épisode 7 de la saison 6, "Thanksgiving", le "Starling Stadium" de Star City est montré. Des musiciens comme Billy Joel s’y produisent.

### Animation
Star City a également été le cadre de plusieurs histoires de Green Arrow dans des séries animées comme The Batman, Batman : L'Alliance des héros, DC Showcase: Green Arrow et Young Justice. Bien qu’elle n’apparaît pas dans la série, Star City est mentionnée dans Prenez garde à Batman !.